# Girls in Prison
Girls in Prison è un film del 1956, diretto da Edward L. Cahn.

## Trama
La 21enne Anne Carson è incarcerata, giudicata colpevole di aver partecipato ad una rapina in banca. La ragazza si è sempre dichiarata innocente, ed ha sempre sostenuto di non sapere dove si trovasse la refurtiva (secondo l'accusa stipata in una valigetta della quale si sono perse le tracce). Di parere diverso è il suo supposto complice, Paul Anderson, rimasto a piede libero, che si reca presso il padre di Anne, Pop Carson – uomo con pesanti precedenti penali, e con altre malefatte a suo carico, note a Paul ma non alla polizia - convinto che sia detentore del bottino, o per lo meno che sappia dove è nascosto. Paul vuole attuare un mezzo ricatto su Pop: gli propone infatti di spartire a metà con lui il maltolto. Ma appare che Pop - relegato su una sedia a rotelle e, almeno apparentemente, incapace di badare a sé stesso, ora più che mai, data l'assenza della figlia - sia convinto che Ann non sappia nulla del frutto della rapina, altrimenti – dice - non lo avrebbe lasciato nel bisogno, costretto a campare grazie alla magra pensione di invalidità. Nell'incertezza, Paul Anderson si installa a casa di Pop e, con grande fastidio di quest'ultimo, comincia a rovistarne la casa e le vicinanze.
In prigione Anne fa la conoscenza del cappellano del carcere, il reverendo Fulton, che da subito si dichiara convinto che il caso di Anne possa essere stato mal giudicato dal tribunale, e cerca di trovare elementi sufficienti a ricorrere in appello: sforzo che stranamente Anne non sembra apprezzare. Pop Carson si presenta ad un colloquio con la figlia in carcere, le racconta dell'assillante presenza di Paul, e si lamenta del fatto che la pensione d'invalidità gli sia stata revocata, ragion per cui Ann prega il reverendo Fulton di intervenire.
E il prete interviene. Si reca da Pop, dopo aver indagato e appurato che l'autorità competente non gli aveva mai interrotto l'erogazione dell'assegno di sostentamento: appare invece che Pop Carson stesse fingendo di essere invalido. Pop aveva mentito alla figlia, forse in preda ad un incipiente dubbio sulla sincerità di Anne riguardo alla sorte del bottino. Inoltre don Fulton nota, a casa di Pop, una valigetta ricoperta da fango, che era infatti stata dissotterrata poco prima, e trovata vuota, da Paul Anderson, che evidentemente si trovava ancora nelle vicinanze - deduce il sacerdote dopo aver scorto la giacca di una terza persona appesa alla spalliera di una sedia.
Il reverendo Fulton mette alla prova le proprie azzardate ipotesi in un successivo colloquio con Anne: egli insinua che il denaro sia stato occultato dalla ragazza. E ci azzecca: Anne cede e confessa. Un sentimento di rivalsa verso l'umiliante paternalismo degli assistenti sociali l'aveva indotta ad impossessarsi del denaro e a sottostare ad una condanna che avrebbe potuto essere più leggera se solo avesse svelato alle autorità l'ubicazione del bottino. L'ammisione di responsabilità di Anne ricade nel segreto confessionale: Fulton non ne avrebbe parlato con nessuno. Ma il cappellano fa presente ad Anne che un suo riferire alla giustizia il reale accaduto non avrebbe avuto come conseguenza che quella benefica di sollevare l'oppressa coscienza della ragazza, il che valeva molto di più che non riscattare esteriormente e con dolo la dignità del padre, specie ora che era appurato che Pop non ne era totalmente degno.
In carcere Anne aveva conosciuto anche le co-detenute. Tutte avrebbero voluto venire in possesso del bottino racimolato da Anne, in particolare le sue compagne di cella, le avide Jenny e Melanee. Queste ultime, grazie anche ad un terremoto che colpisce la località, evadono, portando con loro, contro la sua volontà, Anne. Le tre si recano a casa di Anne e Pop. Anne è costretta a dissotterrare i plichi di banconote dall'ingegnoso nascondiglio che aveva ideato, e Jenny, dopo aver ucciso Melanee, se ne impossessa. Ma sul luogo è presente anche Paul, che a sua volta uccide Jenny. Allora interviene padre Fulton, che lo mette fuori combattimento. Arriva la polizia: Anne consegna il malloppo, e, con la coscienza risollevata, viene ricondotta in carcere. Pop è ora costretto a prendere la responsabilità di badare a sé stesso.

## Produzione
Il film è stato il primo dei molti che Edward L. Cahn ha girato per la AIP in collaborazione col produttore Alex Gordon. Un amministratore del Production Code aveva chiesto a Gordon – che peraltro è passato sopra all'avvertimento - ad eliminare dalla sceneggiatura ogni accenno al lesbismo, sia nelle parole che nei modi di fare. Gordon aveva realizzato, con la propria casa di produzione Golden State Productions, il primo film distribuito dalla AIP, La meticcia di fuoco, di Roger Corman, sempre con Joan Taylor come protagonista.
Secondo gli accordi, a Richard Denning è stata pagata una percentuale sui profitti.
Le riprese sono iniziate ai primi di marzo del 1956. La pellicola, per l'uscita statunitense, consisteva di 8 rulli per una lunghezza totale di 2381 metri.
Nel film del 1993 Cercasi superstar di James Lapine nella camera del protagonista Mikey appare un poster di Girls in Prison.  Il film TV del 1994, parimenti intitolato Girls in Prison, di John McNaughton. ha qualche riferimento al film del 1956, pur non essendone un remake.

## Distribuzione
Distribuito dalla American International Pictures, in doppia programmazione con Rod Hot Girl di Leslie H. Martinson, il film è uscito nelle sale cinematografiche statunitensi il 15 luglio del 1956.
Sono rintracciabili alcune edizioni in DVD del film, "Region 0" (visionabili in Europa), con audio inglese e spagnolo.

## Accoglienza
Su Variety del 12 settembre 1956 si legge: "Girls in Prison è, come il titolo suggerisce, un lavoro di routine. Una storia di prigione dalla durata eccessiva, dove gli avvenimenti di una brevità telegrafica riducono il movimento a una camminata. A volte i personaggi tuttavia se la cavano bene nel suscitare qualche interesse. (…) Spicca la signorina Taylor, che fornisce un'interpretazione migliore di quanto il materiale suggerirebbe. Adele Jergens e Helen Gilbert, nel ruolo delle sue compagne di cella, si mostrano sufficientemente ciniche, e sia Denning che Fuller soddisfano le aspettative che il loro ruolo implica. (…) L'adeguata regia di Edward L. Cahn è sorretta da un'accettabile assistenza tecnica."

## Curiosità
Una copia della sceneggiatura originale di Girls in Prison, appartenuta a e firmata dall'attrice Adele Jergens, messa in vendita da AbeBooks, ha raggiunto, il 2 novembre 2021, una quotazione di 754,83 €.